# Hrabstwo Peoria
Hrabstwo Peoria – hrabstwo w USA, w stanie Illinois, według spisu z 2000 roku liczba ludności wynosiła 183 433. Siedzibą hrabstwa jest Peoria.

## Geografia
Według spisu hrabstwo zajmuje powierzchnię 1634 km², z czego 1623 km² stanowią lądy, a 11 km² (1,80%) stanowią wody.

### Sąsiednie hrabstwa

Stan Illinois na mapie USA

- Hrabstwo Stark-północ
- Hrabstwo Marshall-północny wschód
- Hrabstwo Woodford-wschód
- Hrabstwo Tazewell-południe
- Hrabstwo Fulton-południowy zachód
- Hrabstwo Knox-północny zachód

## Historia
Hrabstwo Peoria zostało utworzone w 1825 roku z Hrabstwa Fulton. Nazwa została nadana na cześć indiańskiego plemienia Peoria zamieszkującego tutejsze tereny.

## Demografia
Według spisu z 2000 roku hrabstwo zamieszkuje 183 433 osób, które tworzą 47 130 gospodarstw domowych oraz 47 130 rodzin. Gęstość zaludnienia wynosi 114 osób/km². Na terenie hrabstwa jest 78 204 budynków mieszkalnych o częstości występowania wynoszącej 49 budynków/km². Hrabstwo zamieszkuje 79,38% ludności białej, 16,10% ludności czarnej, 0,22% rdzennych mieszkańców Ameryki, 1,66% Azjatów, 0,03% mieszkańców Pacyfiku, 0,95% ludności innej rasy oraz 1,67% ludności wywodzącej się z dwóch lub więcej ras, 2,09% ludności to Hiszpanie, Latynosi lub inni.
W hrabstwie znajduje się 72 733 gospodarstw domowych, w których 29,90% stanowią dzieci poniżej 18 roku życia mieszkający z rodzicami, 48,60% małżeństwa mieszkające wspólnie, 12,90% stanowią samotne matki oraz 35,20% to osoby nie posiadające rodziny. 29,70% wszystkich gospodarstw domowych składa się z jednej osoby oraz 11,00% żyje samotnie i ma powyżej 65 roku życia. Średnia wielkość gospodarstwa domowego wynosi 2,42 osoby, a rodziny wynosi 3,01 osoby.
Przedział wiekowy populacji hrabstwa kształtuje się następująco: 25,10% osób poniżej 18 roku życia, 10,40% pomiędzy 18 a 24 rokiem życia, 27,60% pomiędzy 25 a 44 rokiem życia, 22,80% pomiędzy 45 a 64 rokiem życia oraz 14,20% osób powyżej 65 roku życia. Średni wiek populacji wynosi 36 lat. Na każde 100 kobiet przypada 92,60 mężczyzn. Na każde 100 kobiet powyżej 18 roku życia przypada 88,60 mężczyzn.
Średni dochód dla gospodarstwa domowego wynosi 39 978 USD, a średni dochód dla rodziny wynosi 50 592 dolarów. Mężczyźni osiągają średni dochód w wysokości 40 840 dolarów, a kobiety 25 335 dolarów. Średni dochód na osobę w hrabstwie wynosi 21 219 dolarów. Około 10,00% rodzin oraz 13,70% ludności żyje poniżej minimum socjalnego, z tego 20,50% poniżej 18 roku życia oraz 7,10% powyżej 65 roku życia.

## Miasta
- Chillicothe
- Elmwood
- Peoria
- West Peoria

## Wioski
- Bartonville
- Bellevue
- Brimfield
- Dunlap
- Glasford
- Hanna City
- Kingston Mines
- Mapleton
- Norwood
- Peoria Heights
- Princeville

## CDP
- Rome
- Lake Camelot